# Ламоски кентаури
Ламоски кентаури или ламски кентаури или ферети (звери) су у грчкој митологији били кентаури или демони са реке Ламос (или Лам).

## Митологија и уметност
Било је дванаест рустичних духова или демона са реке Ламос у Киликији у јужној Анадолији. Према Нону, њихова имена су била Есак, Амфитемид, Гленеј, Еурибије, Кетеј, Номион, Ортаон, Петреј, Рифон, Спаргеј, Фанес и Фаун. Према истом аутору, њихове мајке су биле ламоске нимфе (Ламиде). Њима је Зевс поверио на чување малог Диониса како би га заштитио од своје супруге Хере. Међутим, Херин бес их је ипак сустигао и она их је претворила у кентауре са воловским роговима. Касније су се ови кентаури придружили Дионису у његовом походу против Индије. Иако их је Нон називао кентаурима, описивао их је као демоне који су били налик људима, али са воловским роговима и коњским реповима. Попут кипарских кентаура, били су изгледа више налик Сатирима или Силенима. Ипак, у класичној уметности, приказивани су у пратњи богова, упрегнути да вуку кочије. Поједини извори их називају рогатим кентаурима и описују као бића са дугим ушима, коњским репом који је растао директно из слабина, крављим роговима који су расли из слепоочница, великим зубима који су штрчали из вилица и чудном гривом која им је покривала врат попут густе косе.